# Louis-Charles Sapey
Pour les articles homonymes, voir Sapey.
Louis-Charles Sapey est un homme politique français né le 7 mars 1769 au Grand-Lemps (Isère) et décédé le 6 mai 1857 à Paris.

## Biographie
Fils de Jean-Baptiste Sapey (1734 - 1812), notaire royal et châtelain de Lemps et de Marianne Mingrat (1733 - 1776), il est sorti de l'école militaire en 1794. Il quitte l'armée en 1798 et devient directeur général de la société de navires entre la Corse et le continent. Il est ensuite secrétaire particulier de Lucien Bonaparte en 1800, secrétaire de la légation française en Espagne en 1801. Il est député de l'Isère de 1802 à 1808, en 1815 pendant les Cent-Jours, de 1819 à 1824 et de 1828 à 1848. Il soutient le Premier Empire, siège dans l'opposition sous la Restauration, signant l'adresse des 221. Il siège dans la majorité soutenant la monarchie de Juillet. Il est conseiller maitre à la Cour des comptes de 1832 à 1851, puis sénateur du Second Empire de 1852 à 1857.

### Vie privée
Il épouse à Paris, le 27 juin 1821, Angélique-Eulalie Boby, veuve du général-baron Penne et fille de Jean Boby (1750 - 1845), avocat au parlement de Paris, et de Henriette Courveils. Il aura trois filles :
- Caroline qui épousera Pierre Henry de La Croix (1811 - 1885), maire de Gacé, conseiller général de l'Orne,
- Eugénie Aglaé Adèle  qui épousera Charles Eugène Feydeau, Marquis de Brou,
- et Angélique qui épousera Henri Mathieu Quesné (1813 - 1887), industriel, député de la Seine-Inférieure et drapier à Elbeuf.